# Kubek ołowianoszary

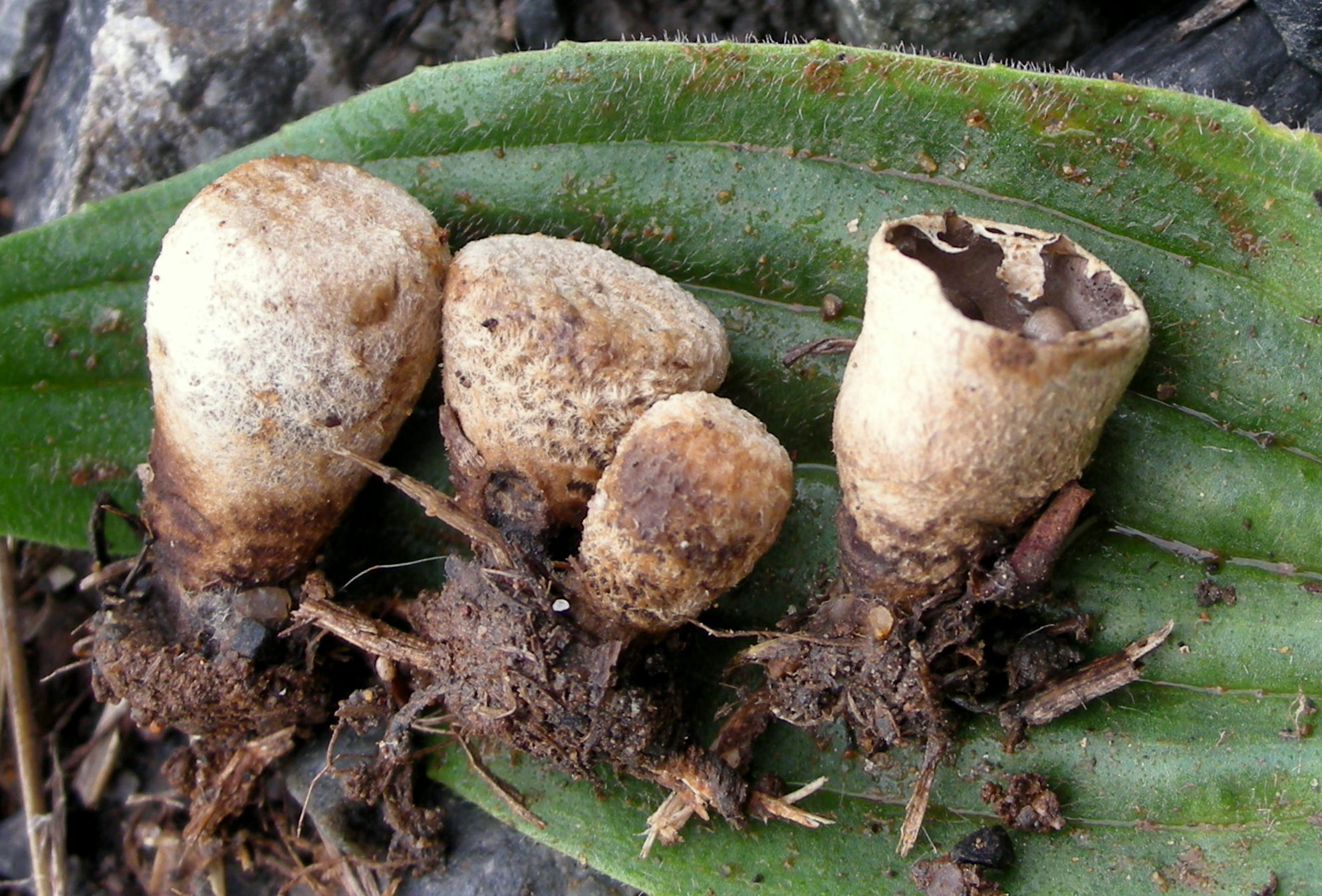

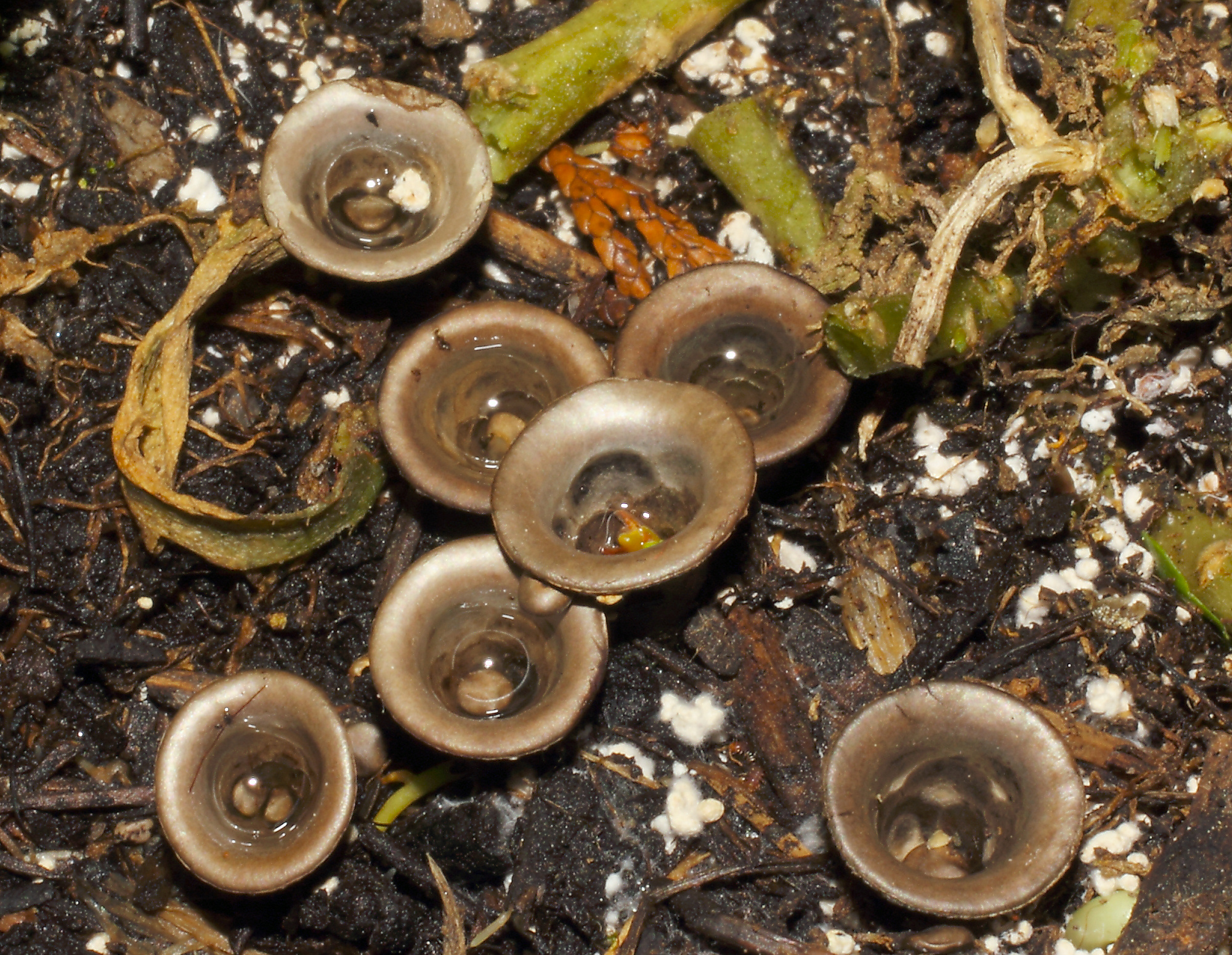

Kubek ołowianoszary (Cyathus olla (Batsch) Pers.) – gatunek grzybów z rzędu pieczarkowców (Agaricales).

## Systematyka i nazewnictwo
Pozycja w klasyfikacji według Index Fungorum: Cyathus, Incertae sedis, Agaricales, Agaricomycetidae, Agaricomycetes, Agaricomycotina, Basidiomycota, Fungi.
Po raz pierwszy takson ten zdiagnozował w 1783 r. August Johann Batsch nadając mu nazwę Peziza olla. Obecną, uznaną przez Index Fungorum nazwę nadał mu w 1801 r. Christiaan Hendrik Persoon. Posiada 24 synonimy łacińskie.
Nazwę polską zaproponował Władysław Wojewoda w 2003 r. W polskim piśmiennictwie mykologicznym gatunek ten opisywany był też jako kubek ogrodowy lub czarkówka ogrodowa.

## Morfologia
Owocnik
W kształcie pucharu lub kubka o wysokości 0,8–1,2 cm i szerokości 0,5–1 cm. Młode osobniki są całkowicie zamknięte i mają wypukły i zaokrąglony szczyt. Po dojrzeniu szczyt kubka otwiera się, odsłaniając wnętrze z perydiolami. Zewnętrzna powierzchnia jest delikatnie owłosiona, ma kolor początkowo ochrowy lub jasnobrązowy, potem szarawy. Wewnętrzna powierzchnia kubka jest gładka, naga, błyszcząca i ma popielaty kolor. Perydiole są krążkowate, zwykle błyszczące. Mają białawy lub szarawy kolor i rozmiary 2–3,5 mm. Przyczepione są do owocnika cienkimi sznureczkami (funiculus).
Zarodniki
Bezbarwne, elipsoidalne lub jajowate, o rozmiarach 8–13 × 5–8 μm.

## Biologia
Płodny owocnik zamknięty jest błoną (epifragma), która po osiągnięciu przez owocnik dojrzałości rozrywa się uwalniając perydiole. Resztki osłony mogą się zachować na krawędziach. Spadające krople deszczu powodują wyrzucenie perydioli z kubka wraz ze sznureczkami (funiculus). Sznureczki są kleiste i kształtem przypominają kotwicę. Po dotknięciu do podłoża okręcają się wokół cienkich łodyg, włosków, itp. Puste owocniki (kubki) pozostają jeszcze jakiś czas przytwierdzone do podłoża.

## Występowanie i siedlisko
Gatunek kosmopolityczny, poza Antarktydą występuje na wszystkich kontynentach, a także na wielu wyspach. W Polsce gatunek pospolity.
Rośnie na ziemi, na szczątkach drewna różnych gatunków drzew, zarówno liściastych, jak iglastych, a także na liściach, resztkach słomy i innych resztkach roślinnych. Można go spotkać w lasach, na polach i w ogrodach, a nawet w mieszkaniach i na balkonach (np. na butwiejącym drewnie). Owocniki pojawiają się od lata do jesieni, zazwyczaj gromadnie. 

## Znaczenie
Saprotrof. Grzyb niejadalny.

## Gatunki podobne
W Polsce występują jeszcze dwa podobne wielkością i kształtem kubki: kubek prążkowany (Cyathus striatus), który z zewnątrz jest silnie kolczasty, od wewnątrz zaś prążkowany, oraz kubek gnojowy (Cyathus stercoreus), również mający kolczastą powierzchnię zewnętrzną i rosnący na odchodach zwierzęcych.